# Pterozonium steyermarkii
Pterozonium steyermarkii là một loài thực vật có mạch trong họ Adiantaceae. Loài này được Vareschi miêu tả khoa học đầu tiên năm 1966.